# 美巴切勤乡
美巴切勤乡（藏語：མུས་པ་བྱེས་ཆེན་），是中华人民共和国西藏自治区日喀则市谢通门县下辖的一个乡镇级行政单位。

## 行政区划
美巴切勤乡下辖以下地区：
查若村、切荣村、陈将村、结国布村和锐村。